# Подгорный (Лабинский район)
Подгорный — посёлок в Лабинском районе Краснодарского края.
Входит в состав Зассовского сельского поселения.

## Население
| 2002 | 2010 |
| ---- | ---- |
| 15   | ↘4   |

- ул. Подгорная.